# ジャック・ニッチェ
ジャック・ニッチェ（Jack Nitzsche、本名：バーナード・アルフレッド・ニッチェ (Bernard Alfred Nitzsche)、1937年4月22日 - 2000年8月25日）は、アメリカ合衆国シカゴ出身の作曲家、編曲家、音楽プロデューサー、映画音楽作曲家。
ローリング・ストーンズ、フィル・スペクター、ニール・ヤングなど多くの有名ミュージシャンに楽曲を提供したほか、映画音楽も数多く担当、『愛と青春の旅だち』の主題歌として作曲した「愛と青春の旅だち (Up Where We Belong)」（歌・ジョー・コッカー&ジェニファー・ウォーンズ）は第55回アカデミー歌曲賞を受賞した。
一時期、女優のキャリー・スノッドグレスと交際するが、1979年、彼女を銃で脅したとして有罪判決を受け、3年間の保護観察処分を受けた。
2000年8月25日、気管支炎による心不全のため死去。63歳。

## ディスコグラフィ

### リーダー・アルバム
- 『ロンリー・サーファー』 - The Lonely Surfer (1963年、Reprise) ※旧邦題『青い渚のムード』
- 『ダンス・トゥ・ザ・ヒッツ・オブ・ザ・ビートルズ』 - Dance to the Hits of The Beatles (1964年、Reprise)
- Chopin '66 (1966年、Reprise)
- St. Giles Cripplegate (1972年、Reprise)
- OST Blue Collar (1978年、MCA)
- OST The Razor's Edge (1984年、Southern Cross)
- OST The Hot Spot (1990年、Island)
- OST The Indian Runner (1991年、Capitol) ※with デヴィッド・リンドレー
- OST Revenge (1995年、Silva America)

### 参加アルバム
ローリング・ストーンズ
- 『ザ・ローリング・ストーンズ No.2』 - The Rolling Stones No. 2 (1965年、Decca)
- 『アウト・オブ・アワ・ヘッズ』 - Out of Our Heads (1965年、Decca)
- 『アフターマス』 - Aftermath (1966年、Decca)
- 『ビトウィーン・ザ・バトンズ』 - Between the Buttons (1967年、Decca)
- 『レット・イット・ブリード』 - Let It Bleed (1969年、Decca/London) ※アレンジのみ
- 『スティッキー・フィンガーズ』 - Sticky Fingers (1971年、Rolling Stones)
- 『エモーショナル・レスキュー』 - Emotional Rescue (1980年、Rolling Stones) ※アレンジのみ

ニール・ヤング
- 『ニール・ヤング』 - Neil Young (1968年、Reprise)
- 『アフター・ザ・ゴールド・ラッシュ』 - After the Gold Rush (1970年、Reprise)
- 『ハーヴェスト』 - Harvest (1972年、Reprise)
- 『時は消え去りて』 - Time Fades Away (1973年、Reprise)
- 『今宵その夜』 - Tonight's the Night (1975年、Reprise)
- 『ライフ』 - Life (1987年、Geffen)
- 『ハーヴェスト・ムーン』 - Harvest Moon (1992年、Reprise) ※アレンジのみ
- 『ライヴ・アット・ザ・フィルモア・イースト』 - Live at the Fillmore East (2006年、Reprise) ※1970年録音
- The Archives Vol. 1 1963–1972

 (2009年、Reprise) ※ニッチェをフィーチャーした未発表音源収録コンピレーション
- 『タスカルーサ (ライヴ)』 - Tuscaloosa (2019年、Reprise) ※1973年録音
- Neil Young Archives Volume II: 1972–1976 (2020年、Reprise) ※ニッチェをフィーチャーした未発表音源収録コンピレーション

クレイジー・ホース
- 『ファースト・アルバム』 - Crazy Horse (1971年、Reprise)

## 主な作品（映画音楽）
- 『パフォーマンス 青春の罠』 - Performance (1970年)
- 『エクソシスト』 - The Exorcist (1973年)
- 『カッコーの巣の上で』 - One Flew Over the Cuckoo's Nest (1975年)
- 『幸福の旅路』 -　Heroes (1977年)
- 『ブルーカラー/怒りのはみだし労働者ども』 - Blue Collar  (1978年)
- 『ハードコアの夜』 - Hardcore (1979年)
- 『クルージング』 - Cruising (1980年)
- 『マイ・ライバル』 - Personal Best (1982年)
- 『吹きだまりの町』 - Cannery Row (1982年)
- 『愛と青春の旅だち』 - An Officer and a Gentleman (1982年)
- 『ブレスレス』 - Breathless (1983年)
- 『天使の失踪』 - Without a Trace (1983年)
- 『剃刀の刃』 - The Razor's Edge (1984年)
- 『スターマン/愛・宇宙はるかに』 - Starman (1984年)
- 『ナイルの宝石』 - The Jewel of the Nile (1985年)
- 『ナインハーフ』 - 9 1/2 Weeks (1985年)
- 『スタンド・バイ・ミー』 - Stand by Me (1986年)
- 『ニューヨーク・ベイサイド物語』 - Streets of Gold (1986年)
- 『第七の予言』 - The Seventh Sign (1988年)
- 『パトリック・スウェイジ/復讐は我が胸に』 - Next of Kin (1988年)
- 『リベンジ』 - Revenge (1990年)
- 『ホット・スポット』 - The Hot Spot (1990年)
- 『恋する人魚たち』 - Mermaids (1990年)
- 『インディアン・ランナー』 - The Indian Runner (1991年)
- 『ブルースカイ』 - Blue Sky (1994年)
- 『クロッシング・ガード』 - The Crossing Guard (1995年)